# Heerserscultus
Een heerserscultus is een cultus waarbij een heerser als god aanbeden wordt. De cultus bestond in meerdere culturen, zoals in het Oude Egypte en het Akkadische Rijk. Via de Hellenistische periode, met Alexander de Grote en koning Antiochus I (1e eeuw v.Chr.) als bekendste voorbeelden, kwam de cultus terecht in het Romeinse Rijk, waar het leidde tot de keizercultus.